# Зорич, Дарко
Дарко Зорич (черног. Дарко Зорић; род. 12 сентября 1993, Никшич) — черногорский футболист, полузащитник казахстанского клуба «Кызыл-Жар».

## Карьера
Футбольную карьеру начал в 2010 году в составе клуба «Сутьеска».
В 2011 году стал игроком черногорского клуба «Челик» Никшич.
В 2014 году подписал контракт с клубом АЕК Афины, за который провел 19 матчей в Чемпионате Греции.
В 2015 году был арендован сербским клубом «Борац» Чачак.
В начале 2019 года перешёл в казахстанский клуб «Окжетпес».

## Достижения
«Челик» Никшич
- Обладатель кубка Черногории: 2011/12

## Клубная статистика
| Игровая карьера | Игровая карьера | Игровая карьера | Лига | Лига | Кубок | Кубок | Межд. | Межд. | Др. | Др. |
| --------------- | --------------- | --------------- | ---- | ---- | ----- | ----- | ----- | ----- | --- | --- |
| 2016/2017       | Чукарички       | А               | 11   | 2    | —     | —     | —     | —     | —   | —   |
| 2017/2018       | Чукарички       | А               | 21   | 0    | 1     | 0     | —     | —     | —   | —   |
| 2018/2019       | Чукарички       | А               | 12   | 1    | 2     | 0     | —     | —     | —   | —   |
| 2019            | Окжетпес        | А               | 29   | 4    | 1     | 0     | —     | —     | —   | —   |
| 2020            | Окжетпес        | А               | 11   | 2    | —     | —     | —     | —     | —   | —   |
| 2021            | Кызыл-Жар       | А               | 15   | 5    | 5     | 2     | —     | —     | —   | —   |
| 2022            | Кызыл-Жар       | А               | 20   | 6    | 2     | 0     | 1     | 0     | —   | —   |